# Hyundai Veloster
Hyundai Veloster — компактне купе, створене південнокорейською компанією Hyundai в 2011 році.  

## Перше покоління

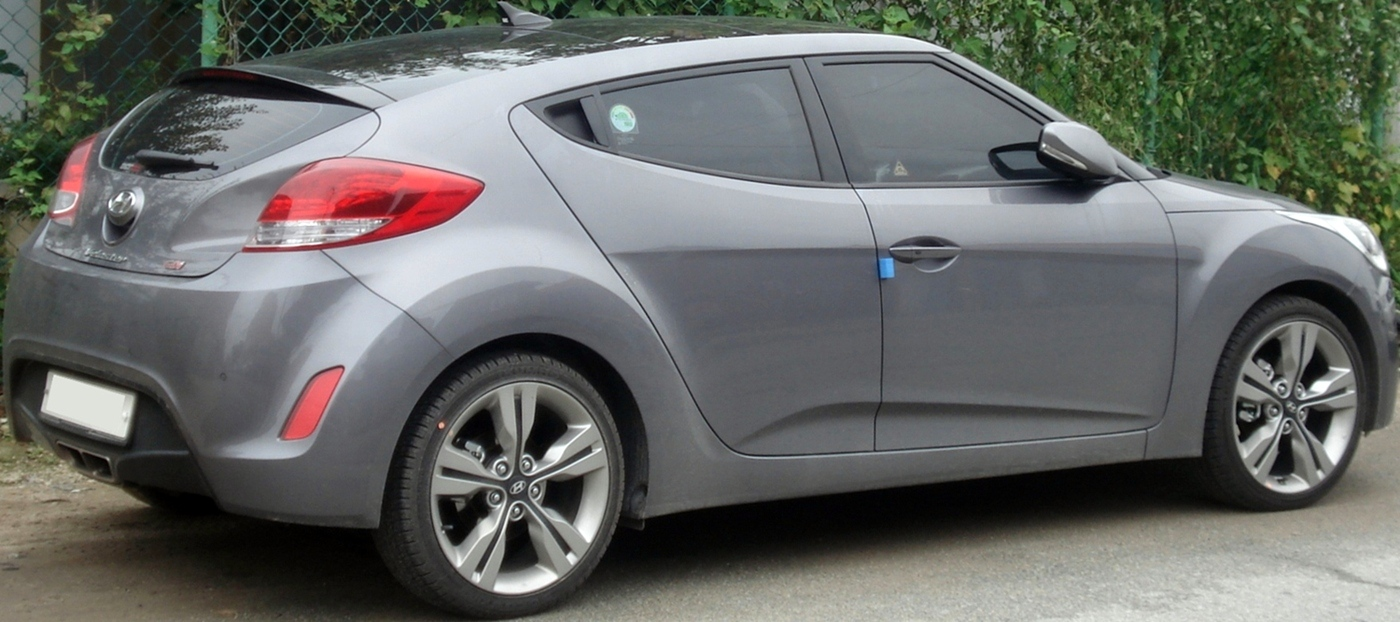
Hyundai Veloster (2011—2017)

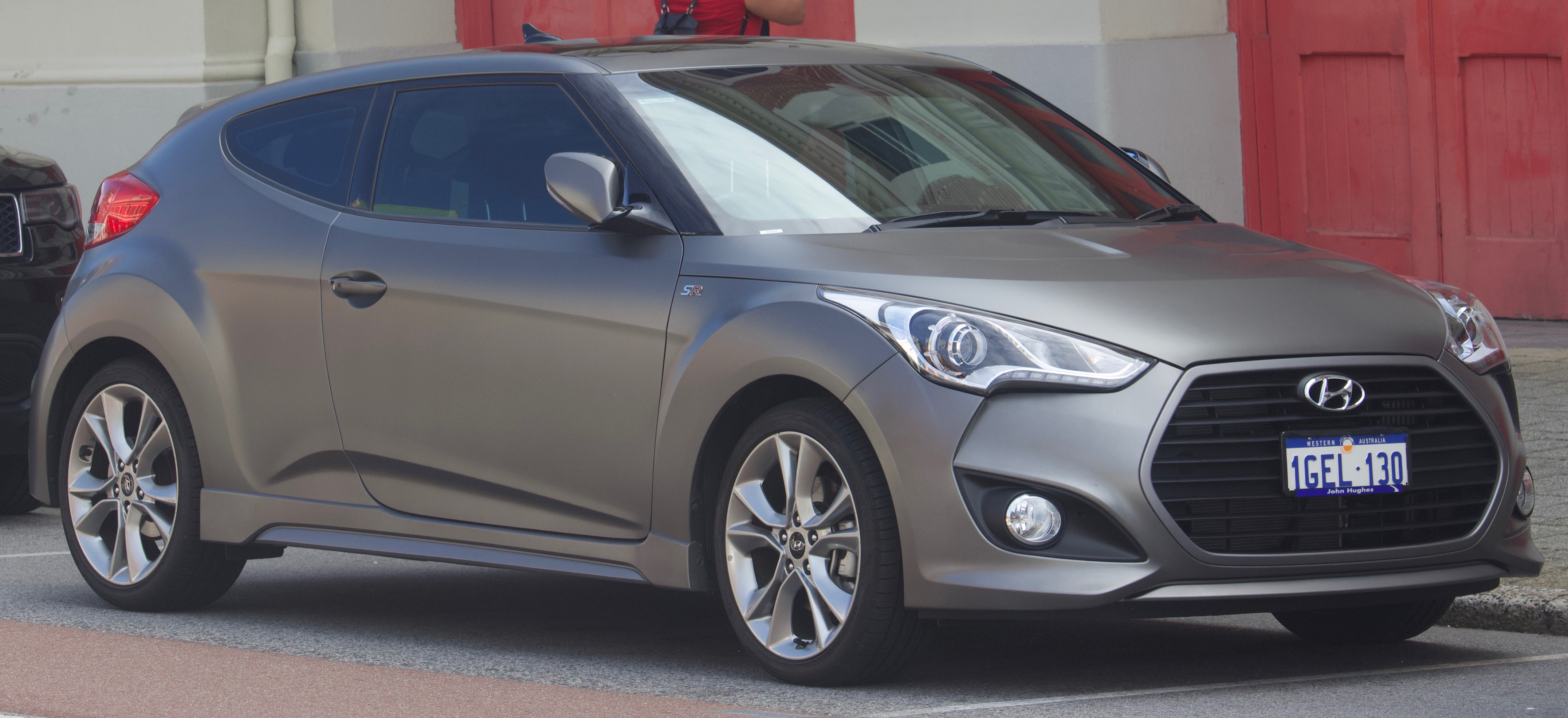
Hyundai Veloster Turbo (2011—2017)

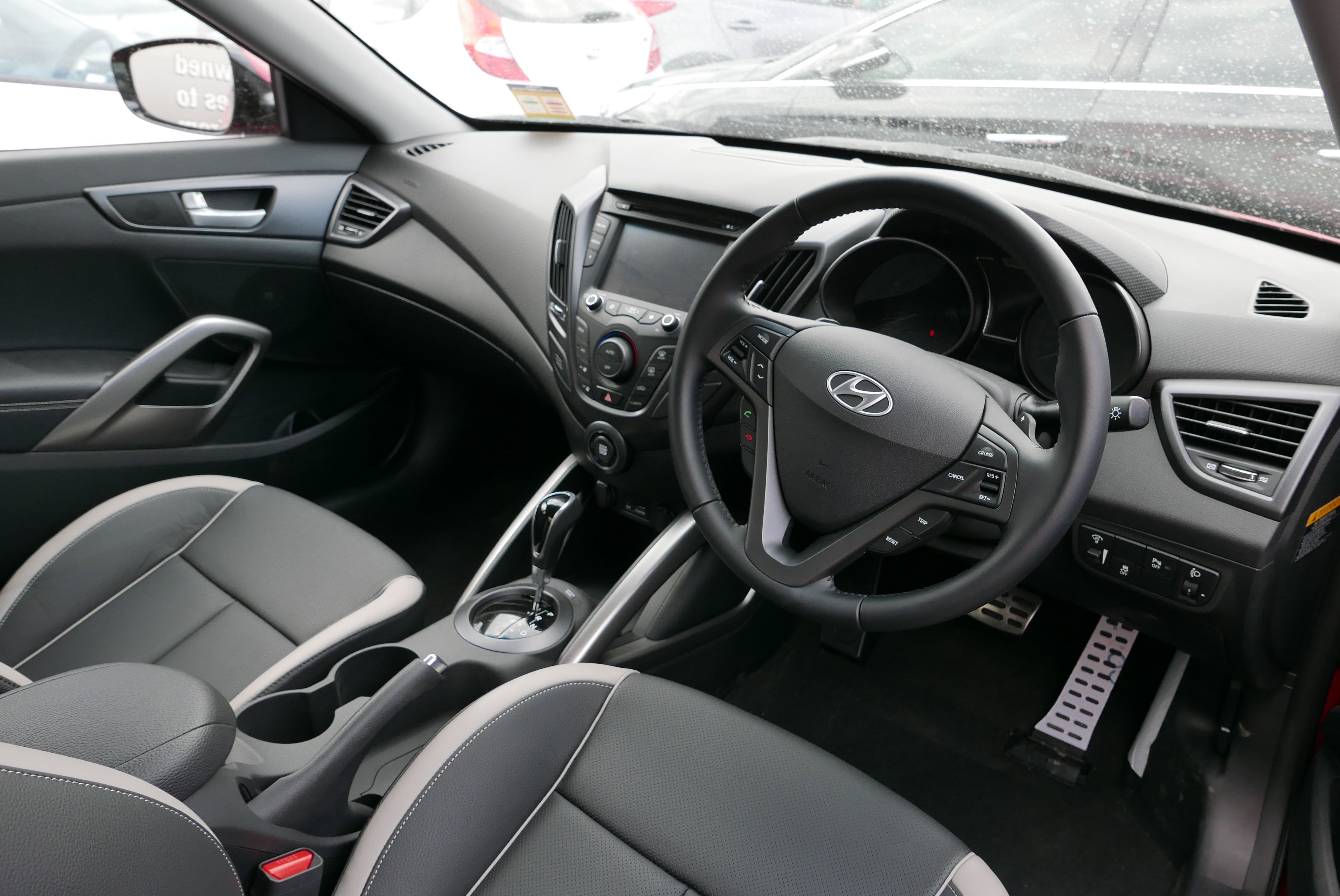

Концепт-кар був представлений в 2007 році на мотор шоу в Сеулі. Серійна модель вперше була представлена 10 січня 2011 року на Північноамериканському міжнародному автосалоні в Детройті. У своєму сегменті замінив Hyundai Tiburon. Унікальний автомобіль тим, що з боку водія має 1 двері, а з боку пасажира — 2. Продажі почалися 10 березня 2011 року в Південної Кореї і в кінці 2011 року в США. Ціни в США стартують з позначки 17 300 доларів США.
Купе-подібний кузов Hyundai Veloster настільки ж практичний, як і 5-дверні автомобілі з кузовом універсал. Так само, як і будь-який якісний купе, Veloster оснащений довгастими дверима з боку водійського сидіння, а пасажирські місця обладнані двома меншими дверима, які дозволяють пасажирам задніх сидінь легко виходити з машини. Спортивний дизайн Veloster доповнюється двигуном з турбонаддувом, а також широким асортиментом варіантів оббивки салону, включаючи і нову модифікацію Rally Edition — конкурента Volkswagen GTI, Honda Civic Si і Ford Focus ST. У 2016 році моделі Rally були доповнені новою, більш жорсткою, підвіскою, легкосплавними дисками і спортивним варіантом важеля перемикання передач «B & M Racing». Нова 7-ступінчата коробка передач з подвійним зчепленням доступна на турбо модифікаціях. Оновлення Велостер охоплюють: змінений капот і дизайн решітки радіатора, вдосконалений інтер'єр і бездротовий доступ в Siri Eyes Free.
| Двигун                       | 1.6 MPi                      | 1.6 GDi    | 1.6 Turbo GDi |
| ---------------------------- | ---------------------------- | ---------- | ------------- |
| Тип двигуна                  | Бензиновий                   | Бензиновий | Бензиновий    |
| Об'єм (см3)                  | 1,591                        | 1,591      | 1,591         |
| Потужність (к.с./об за хв)   | 128/?                        | 140/6300   | 201/6000      |
| Крутний момент (Нм/об за хв) | ?                            | 170/4850   | 264/1750-4500 |
| Роки виробництва             | з 2011                       | з 2011     | з 2012        |
| Примітки                     | для ринку Латинської Америки |            |               |

## Друге покоління

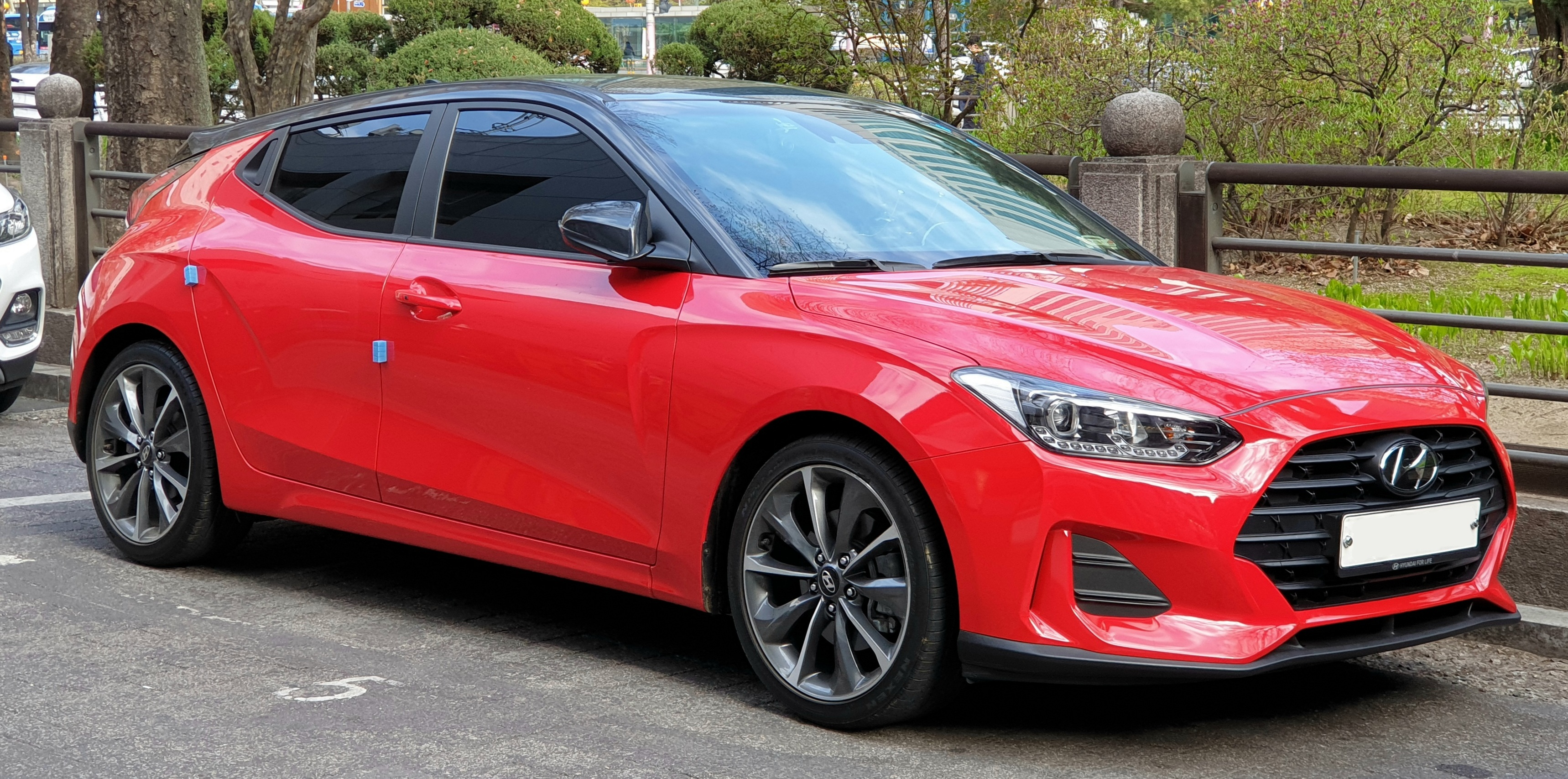
Hyundai Veloster II (з 2018)

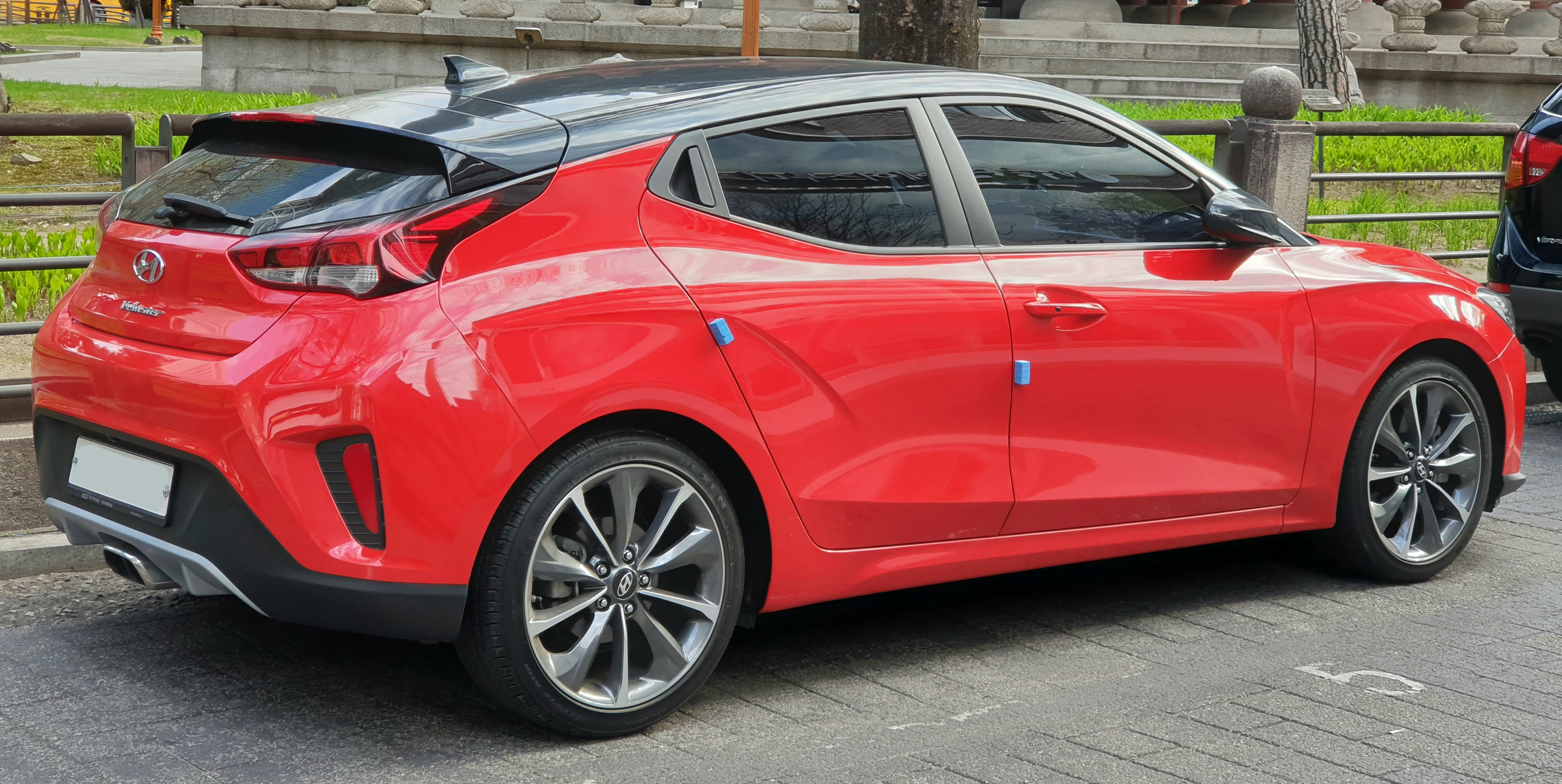
Hyundai Veloster II (з 2018)

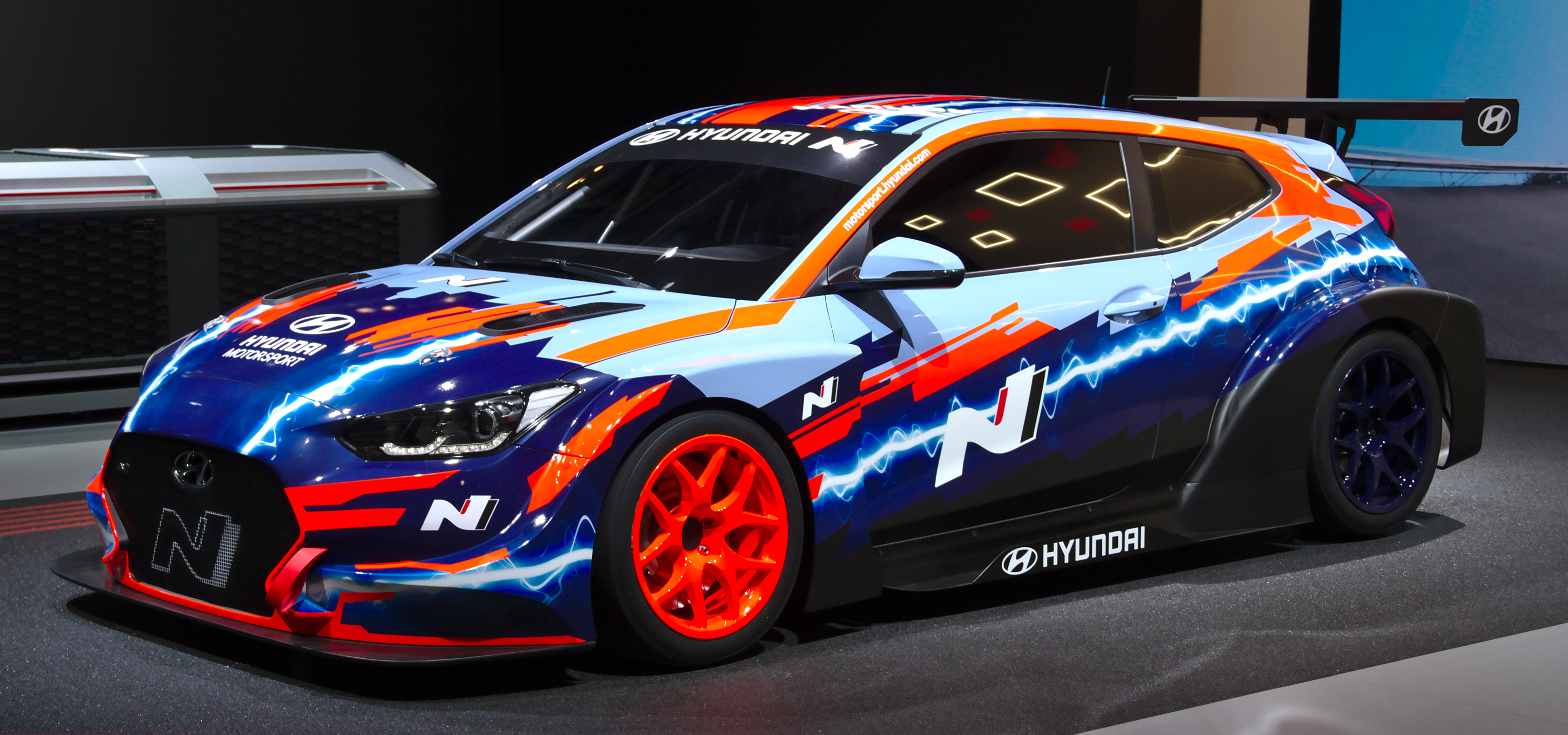
Hyundai Veloster (JS) N

Hyundai Veloster другого покоління дебютував на Північноамериканському міжнародному автосалоні в 2018 році.
У 2020 році Hyundai змінив лінійку двигунів для моделі Veloster. Базовим став 2.0-літровий чотирьохциліндровий силовий агрегат на 147 кінських сил і 179 Нм. В парі з ним працює шестиступінчаста механічна коробка передач. Привід виключно на передні колеса. Витрачає Hyundai Veloster в такій комплектації 9.4 л/100 км у місті та 7.1 л/100 км за його межами. Як опція пропонується шестиступінчаста автоматична коробка передач. Моделі вищої комплектації отримали 1.6-літровий чотирьохциліндровий турбодвигун на 204 к.с. і 265 Нм. Агрегат компонується з шестиступінчастою механічною коробкою. Витрата пального перебуває на рівні 8.8 л/100 км у міському, 7.1 л/100 км у заміському і 8.1 л/100 км у змішаному циклах. Як альтернатива пропонується семиступінчаста автоматична трансмісія. Витрата сягає рівня 9.0, 7.0 і 8.1 л/100 км відповідно. Найпотужніший Veloster N має під капотом 2.0-літровий чотирьохциліндровий турбодвигун у версіях на 250 і 275 к.с. У випадку з механічною коробкою у парі авто розженеться до 100 км/год за 6.4 секунд, витрачаючи 10.3 л/100 км у місті, 8.2 л/100 км за його межами і 9.3 л/100 км у середньому. З семиступінчастою автоматичною коробкою показники витрати суттєво не зміняться. З 275-сильним двигуном Veloster знадобиться 6.1 секунд для розгону до сотні, витрачатиме він 10.5 л/100 км у міському, 8.4 л/100 км у заміському і 9.5 л/100 км у змішаному циклах з механічною коробкою.
У 2021 році Hyundai додав 25 кінских сил двигуну високопродуктивної версії Veloster N та опціональну восьмиступеневу коробку автомат з подвійним зчепленням.

### Двигуни
- 1.4 L Kappa turbo GDI I4 140 к.с.
- 1.6 L Gamma G4FJ turbo GDI I4 204 к.с.
- 2.0 L Nu MPi 2.0L I4 149 к.с.
- 2.0 L Theta 2.0T GDI turbo turbo GDI I4 250 к.с./275 к.с.